# Forskningsnätet Skåne
Forskningsnätet Skåne är ett regionalt initiativ för att utveckla kontakterna mellan forskarvärld och skola. Forskningsnätet Skåne startades 2000 av Österlengymnasiet (dåvarande Friaborgsskolan) i Simrishamn och drivs sedan 2012 som en förening av några skånska gymnasieskolor.
Sedan hösten 2023 driver föreningen även webbtidskriften Forskningsnätet som vänder sig till alla lärare och skolor som på ett systematiskt sätt vill främja elevernas vetenskapliga bildning. I programförklaringen heter det att ”vetenskaplig bildning” innebär att förstå vetenskapliga tankesätt och metoder, att känna till något av det viktigaste om olika vetenskapsområdens bakgrund och inriktning och att ha insikter om vetenskapens roll och betydelse i samhället.
Forskningsnätet Skåne vill öka elevers och lärares förståelse och intresse för forskning inom i princip alla vetenskapsområden. Huvudsyften är att ge eleverna medborgarkunskap om forskning och att förbereda för högre studier och egen forskarkarriär. Utöver att förmedla resultat från forskningsfronten vill Forskningsnätet Skåne ge kunskap om forskningsmetoder, forskningsmiljöer och forskningens roll i samhället. Forskningsnätet Skåne eftersträvar stor ämnesbredd, kontinuitet och samarbete med olika universitet och högskolor och en grundprincip är att verksamheten styrs av skolornas önskemål.
Verksamheten har sedan starten främst bestått av till elever riktade föredrag, temadagar, kurser och seminarier och även studiebesök på forskningsinstitutioner, forskningsbaserade företag och företags FoU-avdelningar. Hittills (juli 2025) har över 400 sådana arrangemang med närmare 400 medverkande forskare genomförts. Sedan några år prioriteras två områden, nämligen att knyta forskare som rådgivare och inspiratörer till elevernas gymnasiearbeten (s k husforskare) eller andra projekt samt att sommartid erbjuda gymnasieelever stipendieplatser i forskningsprojekt, vanligtvis 10-15 stipendiater varje år. Stipendiatverksamheten som startade 2012 har t o m sommaren 2025 omfattat 165 elever.
En större utvärdering av Forskningsnätet Skånes verksamhet gjordes av föreningen Vetenskap & Allmänhet under åren 2012-16.
Bland kända medverkande märks nobelpristagaren i kemi 2009 Thomas Steitz (ytterligare nio Nobelpristagare har medverkat), Jan Hjärpe, islamolog, Dick Harrison, historiker, Nils Uddenberg, medicinare och biolog, Peter Gärdenfors, kognitionsforskare, Marie Rådbo, astronom, Christina Fjellström, måltidsforskare, Ulf Danielsson, teoretisk fysiker, Nicklas Berild Lundblad, informatiker, Olav Hammer, religionshistoriker, Cecilia Lindqvist, sinolog, Klas-Göran Karlsson, historiker, Jessica Abbott, evolutionsbiolog, Andreas Bergh, nationalekonom, Lars Magnusson, ekonomhistoriker, och Katarina Graffman, konsumentantropolog.
Forskningsnätet Skåne var en av initiativtagarna till föreningen VIS, Vetenskap i Skolan, en sammanslutning av i främst forskarutbildade lärare och förstelärare som 2012-2023 verkade för en allmän förstärkning av vetenskapliga perspektiv i undervisningen, särskilt för utveckling av undervisningsmetoder på vetenskaplig grund.
Medlemmar i föreningen Forskningsnätet Skåne är för närvarande (juli 2025) Nicolaiskolan, Tycho Braheskolan och Filbornaskolan (samtliga tre i Helsingborg), Sankt Petri skola i Malmö, Hässleholms tekniska skola (HTS) och Pauliskolan i Malmö.
FS finansieras av föreningsmedlemmarna och har även fått ekonomiskt stöd av Region Skåne, Vetenskapsrådet, Sparbanksstiftelsen Skåne, Sparbanken Syds stiftelse, Hakon Swenson Stiftelsen, Malmö stad, Skolverket, Simrishamns kommun, Oscar och Maria Ekmans Donationsfond (som möjliggjort verksamheten med sommarstipendiater) och Stiftelsen Marcus och Amalia Wallenbergs Minnesfond.
Verksamhetsledare var 2000-2013 Olle Alexandersson och därefter Maria Brännström, 2013-2022. T f verksamhetsledare är för närvarande (juli 2025) Olle Alexandersson. Föreståndare för sommarstipendiaterna är sedan 2014 lektor Marianne Almström (efterträds av adjunkt Marie-Louise Raväng fr o m september 2025).